# Subendemit

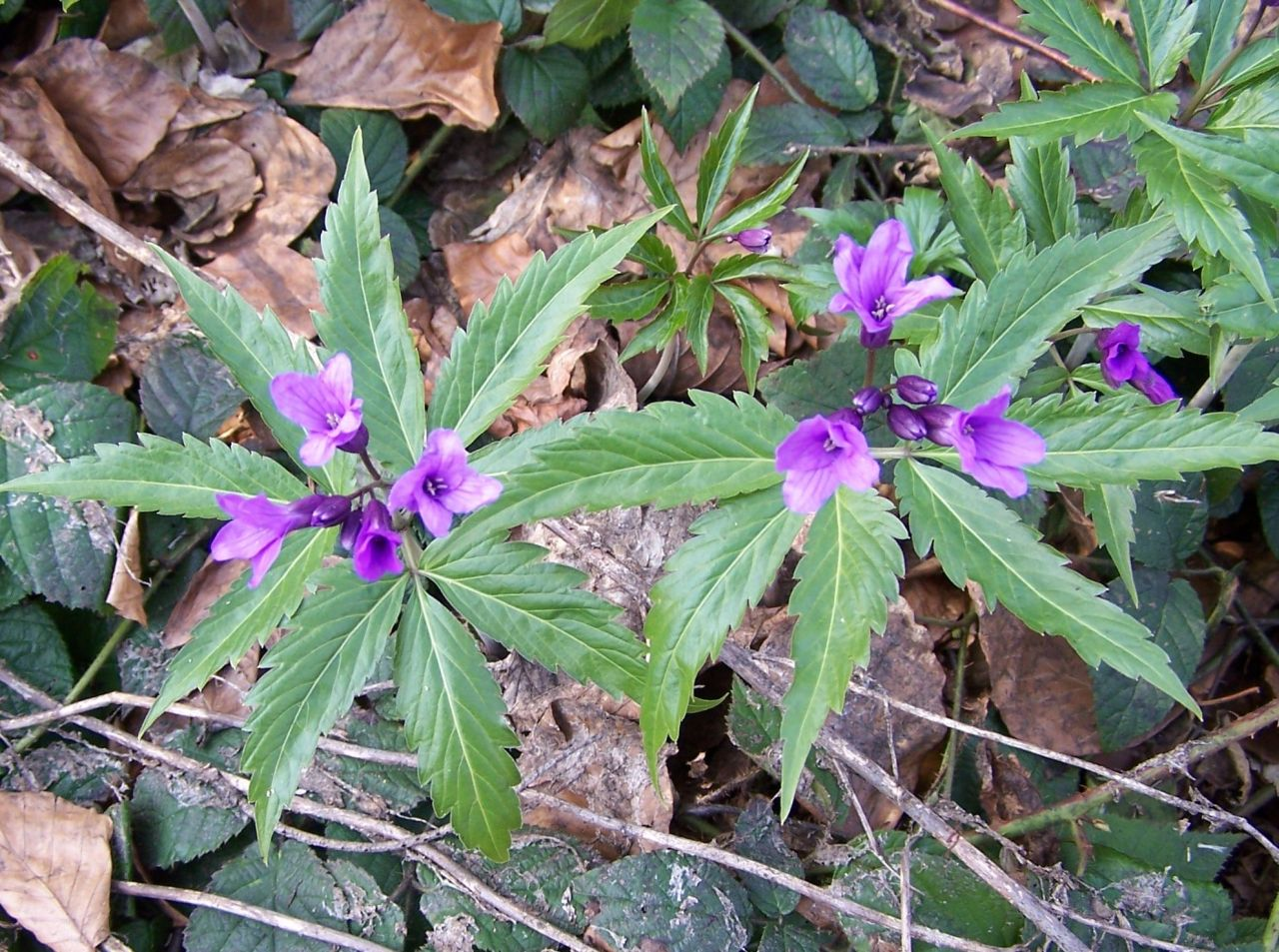
Żywiec gruczołowaty Dentaria glandulosa, subendemit karpacki występujący poza Karpatami na nielicznych stanowiskach.

Subendemit – gatunek organizmu, który występuje głównie w określonej strefie geograficznej lub okolicy, jednak przekracza nieco swym zasięgiem ten teren i w mniejszej ilości osobników lub na niewielkiej liczbie stanowisk można go spotkać w bliskich okolicach swojego głównego obszaru występowania.
Do subendemitów karpackich należą np. żywiec gruczołowaty (Dentaria glandulosa), żywokost sercowaty (Symphytum cordatum), złocień okrągłolistny (Chrysanthemum rotundifolium), skalnica karpacka (Saxifraga carpatica), kostrzewa pstra (Festuca versicolor), tojad mołdawski (Aconitum moldavicum), macierzanka karpacka (Thymus carpaticus).